# Градище (Миокази)
Вижте пояснителната страница за други значения на Градище.
Градище (на македонска литературна норма: Градиште) е крепост, съществувала през античността и средновековието, разположена над кичевското село Миокази, Северна Македония.

## Местоположение
Крепостта е разположена на около 800 m югоизточно от Миокази, на рида Венец, имащ посока изток-запад. От западната страна има по-малка височина, наречена Кръст, която има правилна конусовидна форма и е свързана с Венец с малък преслап. На север Венец се спуска стръмно към Рабетинската река, като от другата страна на реката е крепостта Кале. Източната и южната страна на рида са по-полегати и се спускат към полето, през което минава пътя Кичево - Брод, а малко по-далеч е коритото на Треска.

## История
В 1979 година и 1981 година са извършени сондажни разкопки, при които на рида са открити неолитни артефакти.
Крепостта е изградена в VI век. Крепостната стена е масивна - широка е 2 m и на места е запазена на височина 2-3 m. На стената има 12 кули с размери 6 х 6 m, отдалечени на разстояние 20 - 30 m една от друга. На предната западна стена има предзид и 9 кули. Сондажните разкопки разкриват остатъци от сакрална сграда - голяма базилика от V или VI век. Във вътрешността на крепостта са открити остатъци от дялан камък, тухли, керемиди и друг градежен материал. Запазени са основите на две късноантични жилищни сгради. Край базиликата са открити български гробове от X - XII век. Средният кораб на късноантичната базилика е обновен като по-малка църква в X - XII век и около него има открити гробове от периода.
Вероятно това е крепостта за конницата, контролираща пътя към Лихнида, Скупи и Керамие, а високата крепост Кале е помощна стража и убежище за населението.
На рида Кръст, на 250 m западно от Градише има късноантичен некропол от V - VI век. На малка височинка в частна нива в 1936/1937 година собственикът при оране открива гроб с конструкция от каменни плочи и керамичен съд с въглени.
Находките от Градище се пазят в Кичевския музей.